# Wojskowa Straż Graniczna
Wojskowa Straż Graniczna – formacja graniczna II Rzeczypospolitej.
Wiosną 1919 Straż Graniczna przeszła w wyłączne podporządkowanie Ministerstwa Spraw Wojskowych. W ramach zmian strukturalnych w kwietniu 1919 nastąpiła zmiana w nazwie. Nazwa nowej formacji granicznej – Wojskową Strażą Graniczna miała podkreślić jej wojskowy charakter.
W nowym regulaminie stwierdzono: „Wojskową Straż Graniczną tworzy się w celu ochrony nienaruszalności państwowej linii granicznej oraz użycia jej w każdej chwili do działań bojowych”. Na mocy rozkazu wiceministra spraw wojskowych z 3 marca 1920 Wojskową Straż Graniczną zastąpili Strzelcy Graniczni, a Inspektorat WSG przemianowano na Dowództwo Strzelców Granicznych.

## Formowanie i zmiany organizacyjne
Wiosną 1919 Straż Graniczna bez ogłaszania jakichkolwiek dekretów przeszła pod wyłączną komendę Ministerstwa Spraw Wojskowych. W ramach zmian strukturalnych nastąpiła zmiana w nazwie. Odtąd korpus nazywał się Wojskową Strażą Graniczną. Nastąpiły też zmiany w strukturze organizacyjnej zarówno zewnętrznej, jak i wewnętrznej. W kwietniu 1919 dotychczasowe dowództwo Wojskowej Straży Granicznej przekształcono w Inspektorat Wojskowej Straży Granicznej. Pod względem operacyjnym inspektorat został podporządkowany II wiceministrowi spraw wojskowych, a pod względem zaopatrzenia – Dowództwu Okręgu Generalnego Warszawa. Oddziały Wojskowej Straży Granicznej w terenie podporządkowano w całości Dowództwom Okręgów Generalnych. W Inspektoracie WSGran. pracowało ośmiu oficerów, dwóch wachmistrzów, trzech podoficerów i dwudziestu trzech szeregowców. Inspektorat składał się z dwóch wydziałów i adiutantury. W wydziale organizacyjno-granicznym pracowało dwóch oficerów – jeden oficer sztabowy do spraw organizacji, dyslokacji i wojskowej ochrony granic oraz drugi do spraw wyszkolenia, regulaminów, szkół itp. Wydział kontroli obsługiwało trzech oficerów – jeden do spraw kontroli służby granicznej i łączności między resortami, drugi do spraw kontrwywiadu, przemytnictwa i kwestii prawnych, trzeci prowadził ewidencję przemytnictwa. W adiutanturze, oprócz dwunastu szeregowców i pięciu podoficerów zatrudnionych było dwóch oficerów, w tym jeden starszy. W czerwcu 1919 rozpoczęto formowanie samodzielnego dywizjonu podległego bezpośrednio inspektorowi Wojskowej Straży Granicznej. Działać on miał na rzecz Ministerstwa Aprowizacji i ochraniać magazyny i transporty z aprowizacją. Mimo że jego podstawowe zadania nie miały żadnego związku z ochroną granicy, stanowił jednak rezerwę pododdziałów granicznych.
14 lipca 1919 ukazało się rozporządzenie ministra spraw wojskowych odnośnie do dyslokacji i reorganizacji oddziałów granicznych. Dotychczasowe kompetencje Inspektoratu WSG i struktura wewnętrzna oddziałów granicznych pozostała bez zmian, natomiast regulowało rozbudowę, dyslokacją oraz szkoleniem wojskowych oddziałów Wojskowej Straży Granicznej. W tym czasie Wojskowa Straż Graniczna ochraniała dwa odcinki granicy polsko-niemieckiej. Jeden na obszarze Prus Wschodnich, począwszy od Rajgrodu aż po prawe skrzydło frontu wielkopolskiego, drugi na południowym zachodzie, poczynając od Dziedzic po Grabów, na styku lewego skrzydła frontu. Długość ochranianej granicy wynosiła ponad 600 km, w tym około 360 km na odcinku północnym i ponad 240 km na południowo-zachodnim. Środek między tymi odcinkami obsadzony przez oddziały Armii Wielkopolskiej. Na północ od Jeziora Rajgrodzkiego, ze względu na działania wojenne, rozpoczynał się teren operacyjnego działania wojsk podległych Naczelnemu Dowództwu Wojska Polskiego. Podobnie na odcinku Śląska Cieszyńskiego linia rozejmowa obsadzona była przez jednostki podległe Naczelnemu Dowództwu WP. Wschodnie odcinki granicy Polski także wytyczały linie frontu, natomiast na granicy karpackiej ważniejsze przełęcze i przejścia obsadzone były przez policję, żandarmerię wojskową i nieliczne mniejsze oddziały wojskowe.
18 lipca 1919 Naczelny Wódz Józef Piłsudski zwolnił podpułkownika Adolfa Małyszkę ze stanowiska inspektora Wojskowej Straży Granicznej, „wyrażając mu podziękowanie za dotychczasową owocną pracę”, i powołał na to stanowisko – „zastępczo” – pułkownika Bronisława Zaniewskiego.
W połowie lipca Wojskowa Straż Graniczna posiadała trzy pułki oraz jeden samodzielny dywizjon. W ich skład których wchodziło 28 szwadronów o łącznej liczbie około 5 tysięcy ludzi. Po przeprowadzonej reorganizacji utworzono dodatkowo dwa samodzielne dywizjony graniczne oraz pięć szwadronów szkolnych. Liczba żołnierzy wzrosła wówczas do 8900, w tym ponad 260 oficerów. Zwiększyła się również liczba koni do ponad 3100 sztuk. Przewidziano też przeformowanie trzech samodzielnych dywizjonów w pułki. Przygotowano plan obsadzenia granicy południowej w Karpatach. Planowano utworzyć pięć szwadronów z zadaniem zabezpieczenia najważniejszych przełęczy, a następnie powiększyć siły do pięciu dywizjonów.
W tym samym czasie zaczęto stopniowo przerzucać na front wschodni dywizje wielkopolskie. Wiązało się to z podpisaniem traktatu wersalskiego i zmniejszeniem napięcie na granicy zachodniej. Wojskowa Straż nie była jeszcze w stanie zabezpieczyć granicę w Wielkopolsce, w miejsce wycofywanych jednostek armii, dla czasowej osłony granic tworzono wojska garnizonowe podlegające Dowództwu Okręgu Generalnego „Poznań”. Do końca 1919 utworzono dziewięć batalionów wojsk garnizonowych, z czego osiem rozmieszczono wzdłuż granicy państwowej.
Pod koniec 1919 i na przełomie lat 1919/1920 nastąpiły dalsze zmiany w dyslokacji i rozbudowie oddziałów Wojskowej Straży Granicznej. 2 samodzielny dywizjon WSG przeformowano w 4 pułk WSG, Dowództwo Okręgu Generalnego „Poznań” z własnych rezerw miało sformować 5 i 6 pułki WSG, a zadanie utworzenia batalionu wartowniczego otrzymał DOG „Pomorze”. Rozkazem ministra spraw wojskowych z 12 listopada 1919 3 samodzielny dywizjon WSG został przeniesiony na nieobsadzoną jeszcze dotąd wschodnią granicę obszaru plebiscytowego na Mazurach. Granicę na obszarze Wolnego Miasta Gdańska miał objąć 1 samodzielny dywizjon WSG, a odcinek granicy morskiej – jednostka utworzona przez departament morski. Granicę zachodnią od Bałtyku do styku rozgraniczającego obszar DOG „Pomorze” i DOG „Poznań” miał obsadzić 4 pułk WSG oraz jeden utworzony w tym celu batalion wartowniczy. Dalej na południe, na granicy przylegającej do województwa poznańskiego, miały pełnić służbę 5 i 6 pułki WSG, natomiast odcinek od rozgraniczenia DOG „Poznań” do styku granic Polski, Czechosłowacji i Niemiec miał ochraniać 2 pułk WSG. W sumie więc granicę polsko–niemiecką miało ochraniać sześć pułków WSG, dwa samodzielne dywizjony oraz jeden batalion wartowniczy. Projekt planu zakładał perspektywicznie postawienie na tej granicy 95 szwadronów liczących ogółem około 19 000 żołnierzy. Po zrealizowaniu planu rozbudowy formacji, w pierwszym kwartale 1920 Wojskowa Straż Graniczna obsadziła granicę polsko–niemiecką na całej jej długości. W dalszej kolejności oddziały Wojskowej Straży Granicznej miały obejmować granicę południową w Karpatach.
Na mocy rozkazu wiceministra spraw wojskowych z 3 marca 1920 Wojskową Straż Graniczną zastąpili Strzelcy Graniczni, a Inspektorat WSG przemianowano na Dowództwo Strzelców Granicznych .

## Służba graniczna
W maju 1919 ukazał został opracowany Tymczasowy Statut Wojskowej Straży Granicznej w którym zawarto cele i zadania oddziałów granicznych.
Do zadań Wojskowej Straży Granicznej należało szczególnie:
- poszukiwanie, ściganie i zatrzymywanie przemytników i osób nielegalnie przekraczających granicę;
- zatrzymywanie i odbieranie niedozwolonych do wywozu lub przywozu towarów i rzeczy;
- dokonywanie w wypadkach uzasadnionego podejrzenia o przemytnictwo rewizji osób i lokali;
- obserwacja i dozorowanie linii granicznej i pasa granicznego;
- odpieranie wszelkich zbrojnych napaści i zamachów na całość i nienaruszalność granicy państwowej;
- współdziałanie w rejonie rozmieszczenia z organami państwowego nadzoru cywilnego, szczególnie zaś z żandarmerią, policją, strażą kolejową, skarbową i wodną;
- nadzór nad budownictwem na pograniczu;
- poddawanie rewizji wszystkich łodzi i statków na rzekach pogranicznych;
- czuwanie nad należytym wykonaniem w pasie granicznym przepisów dotyczących polowania na zwierzynę.

## Struktura organizacyjna
W marcu 1920:
- Inspektorat Wojskowej Straży Granicznej
  - adiutantura
  - wydział organizacyjno-graniczny
  - wydział kontroli
- 1 pułk Wojskowej Straży Granicznej
- 2 pułk Wojskowej Straży Granicznej
- 3 pułk Wojskowej Straży Granicznej
- 4 pułk Wojskowej Straży Granicznej (przeformowywany z 2 sd WSG)
- 5 pułk Wojskowej Straży Granicznej
- 6 pułk Wojskowej Straży Granicznej
- 1 samodzielny dywizjon Wojskowej Straży Granicznej
- 2 samodzielny dywizjon Wojskowej Straży Granicznej (przeformowywany na 4 p WSG)
- 3 samodzielny dywizjon Wojskowej Straży Granicznej
- Podoficerska Szkoła Wojskowej Straży Granicznej

Łącznie w tym okresie WSGran. liczyła około 11000 ludzi.

## Inspektorzy Wojskowej Straży Granicznej
- ppłk Adolf Małyszko (do 18 VII 1919[17]
- płk Bronisław Zaniewski (od 18 VII 1919[18]